# Četvero
Četvero (Четверо) è un film del 1957 diretto da Vasilij Sergeevič Ordynskij.